# Spinore di Dirac
In fisica lo spinore di Dirac è un "vettore" a quattro componenti ma non è un quadrivettore poiché non si trasforma come tale. Esso è soluzione dell'equazione di Dirac le cui componenti sono funzioni d'onda.

## Definizione
Nel caso di una particella libera, le quattro possibili componenti soluzioni linearmente indipendenti dell'equazione di Dirac sono:
{\displaystyle \psi ^{(1,2)}=\operatorname {e} ^{-imt}{\hat {e}}^{(1,2)}}
{\displaystyle \psi ^{(3,4)}=\operatorname {e} ^{imt}{\hat {e}}^{(3,4)}}
dove {\displaystyle {\hat {e}}^{i}} sono i vettori della base ortonormale di uno spazio a 4 dimensioni. Le prime due soluzioni sono ad energia positiva, le altre due ad energia negativa.
In un campo elettromagnetico, la soluzione dell'equazione si scrive come composta da due sotto-vettori di dimensione due detti spinori di Pauli:
{\displaystyle \psi ={{\tilde {\varphi }} \choose {\tilde {\chi }}}}
Sono inoltre detti spinori di Dirac (o di Lorentz) tutte quelle funzioni che si trasformano secondo la trasformazione di Lorentz
{\displaystyle S(g+\operatorname {d} \omega )=I+i{\frac {\operatorname {d} \omega }{4}}\sigma _{\mu \nu }I^{\mu \nu }}
lasciando invariata l'equazione di Dirac.
In tale equazione le σ non sono matrici di Pauli, ma sono definite a partire dal commutatore tra le γ:
{\displaystyle \sigma _{\mu \nu }={\frac {i}{2}}\left[\gamma _{\mu },\gamma _{\nu }\right]}
Infine, utilizzando anche le gamma di Dirac {\displaystyle \gamma ^{\mu }}, è possibile definire con lo spinore una quadricorrente:
{\displaystyle j^{\mu }(x)={\bar {\psi }}(x)\gamma ^{\mu }\psi (x)}
dove
{\displaystyle {\bar {\psi }}(x)=\psi ^{\dagger }(x)\gamma ^{0}}
e
{\displaystyle \psi ^{\dagger }(x)=\left({\tilde {\varphi }}^{*},{\tilde {\chi }}^{*}\right)}
Tale spinore, sotto trasformazione di Lorentz, si trasforma in questo modo:
{\displaystyle {\bar {\psi }}(x)\rightarrow {\bar {\psi }}(x)S^{-1}}
Infine, per la conservazione della probabilità (vedi anche l'equazione di continuità nella meccanica quantistica), la condizione di normalizzazione dà:
{\displaystyle \int \psi ^{\dagger }(x)\psi (x)\operatorname {d} ^{3}x=1}